# Проповед на планината
Проповедта на планината е епизод от Новия Завет, описан в глави 5, 6 и 7 на Евангелие от Матей. Тя представлява най-дългият непрекъснат текст в Новия Завет, излагащ учението на Иисус Христос с фокус върху етичната му страна. Включва някои от най-известните части на учението му, сред които деветте блаженства и молитвата „Отче наш“. Проповедта е произнесена Галилея в началото на проповедническата мисия на Христос, малко след кръщаването му от Йоан Предтеча.